# Johannelund, Linköping

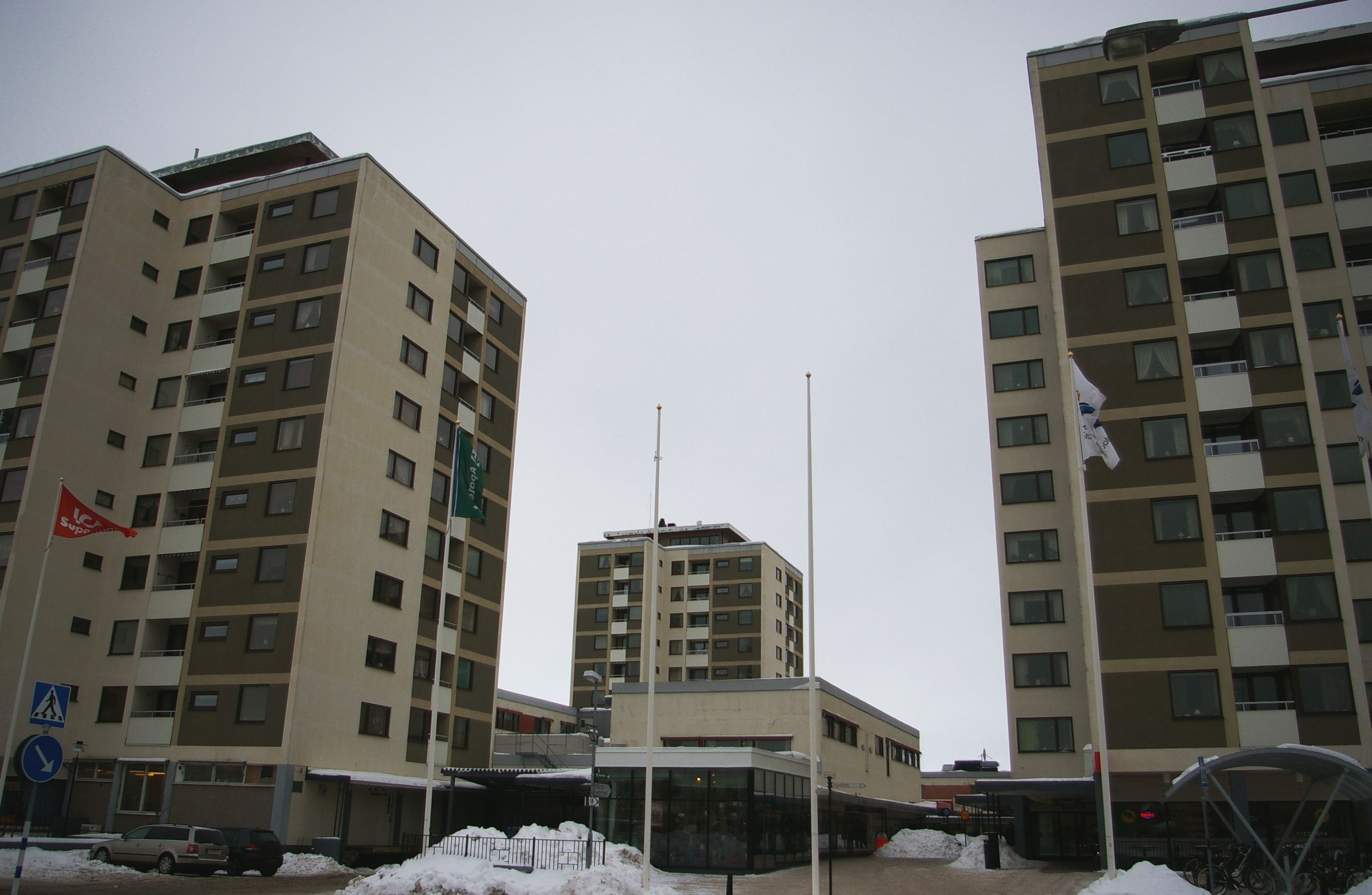
Höghusen i Johannelund centrum.

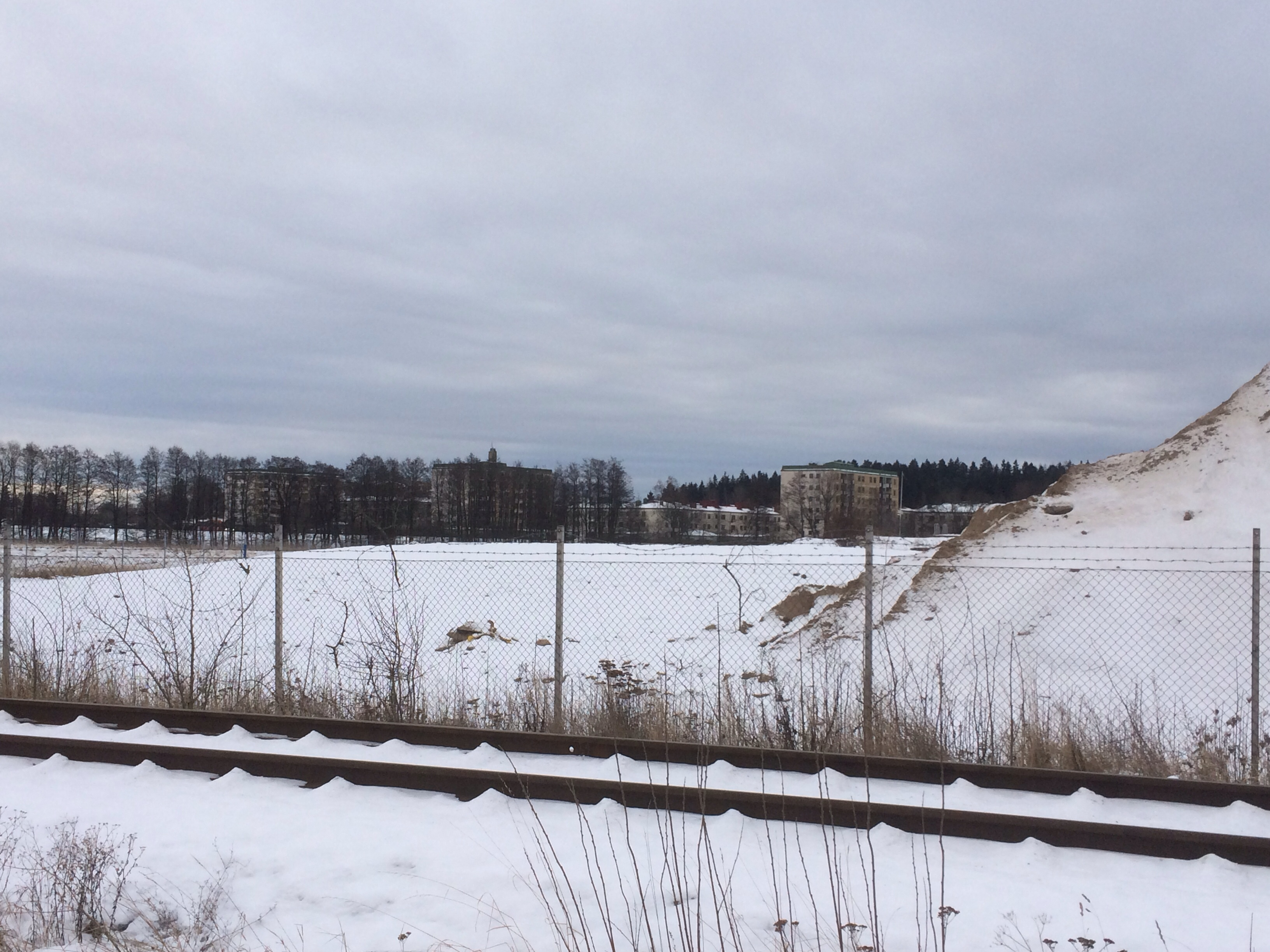
Vy över Johannelund

Johannelund i sydöstra Linköping var den första utpräglade förortsstadsdelen som byggdes i staden. De flesta av flerbostadshusen, med både bostadsrätter och hyresrätter, byggdes i slutet av 1950- och början av 1960-talet, och man planerade enligt ABC-modellen, där A står för arbete, B för bostad, C för centrum. Tanken var att man skulle kunna bo, arbeta och ha tillgång till service i samma område, och även att man skulle känna sig delaktig i sitt bostadsområde. Förebilden var Vällingby i Stockholm. Under 1970-talet kompletterades området med viss småhusbebyggelse.
Området gränsar till stadsdelarna Tannefors, Hackefors, Hjulsbro, Berga, Ekholmen, Vimanshäll och Hejdegården. Johannelund består bland annat av områdena Johannelunds centrum, Munkhagen, Duvkullen, Spångerum, Nedre Johannelund, Övre Johannelund, Tennsoldaten, Skogslyckan, Ödegården, Hagby, Söderby och Braskens bro.
I Johannelunds centrum finns vårdcentral, servicehus, distriktssköterskemottagning, bibliotek, apotek, kyrka och församlingshem tillhörande Johannelunds församling, pizzeria, mackeria, spelbutik, frisörer, antikbutik, presentbutik, blomsteraffär, veterinär, bageri, klädbutik, skomakare samt Ica Supermarket med postservice. Inom området finns flera dag- och fritidshem, låg- och mellanstadieskola samt friskolan Nya Munken för årskurs 7–9. Johannelund trafikeras av stadsbussar i Östgötatrafikens regi, och längs Stångån finns gång- och cykelbanor in till Linköpings innerstad några kilometer från Johannelund. Med bil tar man sig till Linköpings centrum via den fyrfiliga Brokindsleden.
Det bor drygt 5 400 invånare i stadsdelen (2020). I stadsdelen är ungefär 6,4 procent av befolkningen öppet arbetslösa eller i program med aktivitetsstöd (2021).
Johannelund har många grönområden och närhet till Stångån/Kinda kanal. I stadsdelen finns koloniområdena Emmalund och Ådala, ett antal småskogar varav den största och mest centrala kallas Johannelundsskogen. I stadsdelen finns även fotbollsplaner, tennisbana, badplatser och en plaskdamm. Johannelundsbadet i Stångån/Kinda kanal, norr om Brokindsleden, rustades upp under våren 2011 och försågs med en "badlagun" och två beachvolleybollplaner, som stod färdiga i juni 2011. Två år senare var även en servicebyggnad med kiosk och toaletter på plats.
I området finns även Johannelunds Scoutkår, grundad 1959. År 2009 utkom boken Folk och hem i Johannelund: Minnen från en modern stadsdel (ISBN 978-91-633-5150-1) av Anna Eskilsson. I boken skildras folk och hem i Johannelund utifrån människors minnen.

## Bilder

Områden i stadsdelen Johannelund
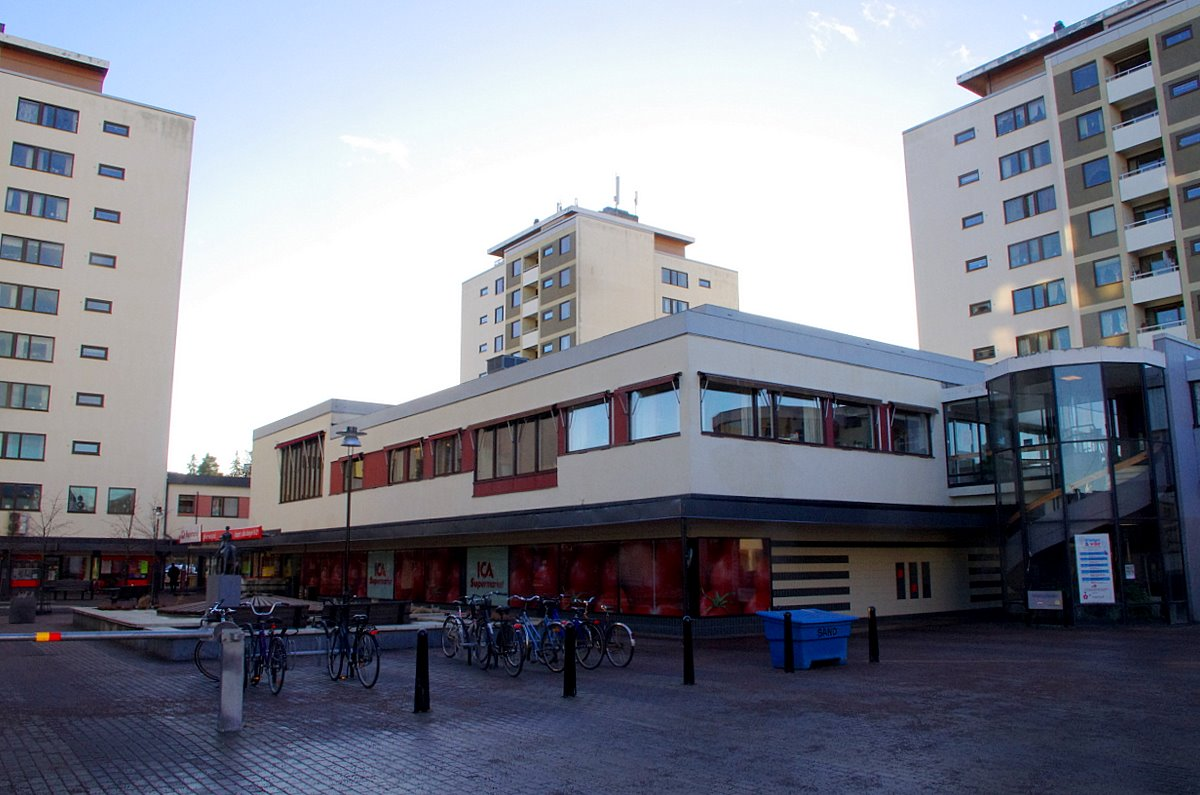
Johannelunds centrum.
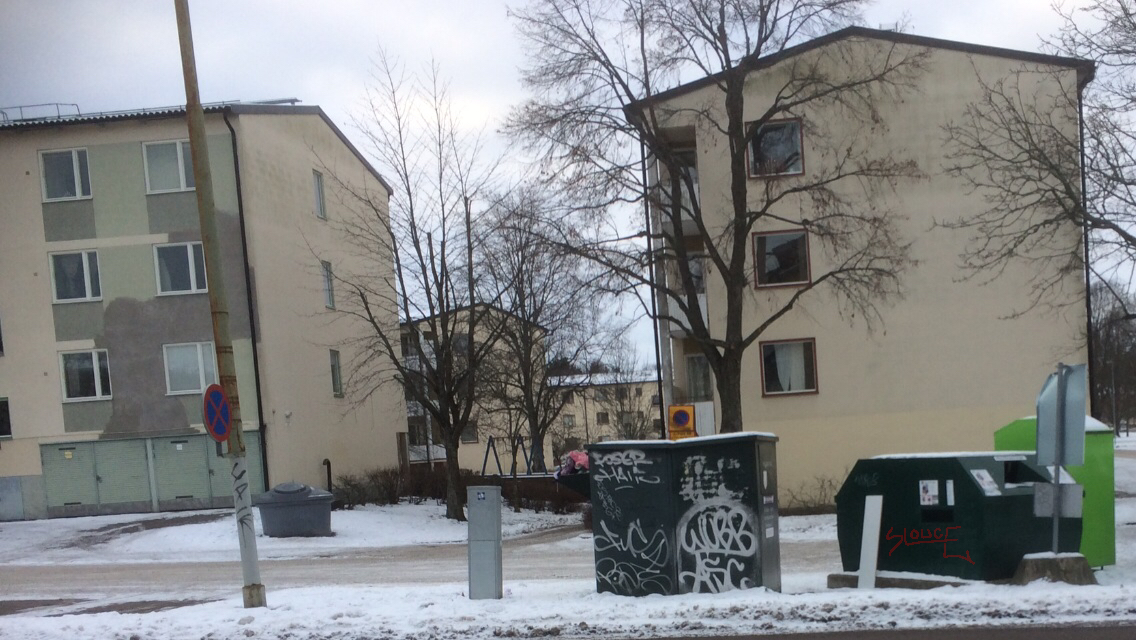
Munkhagen.
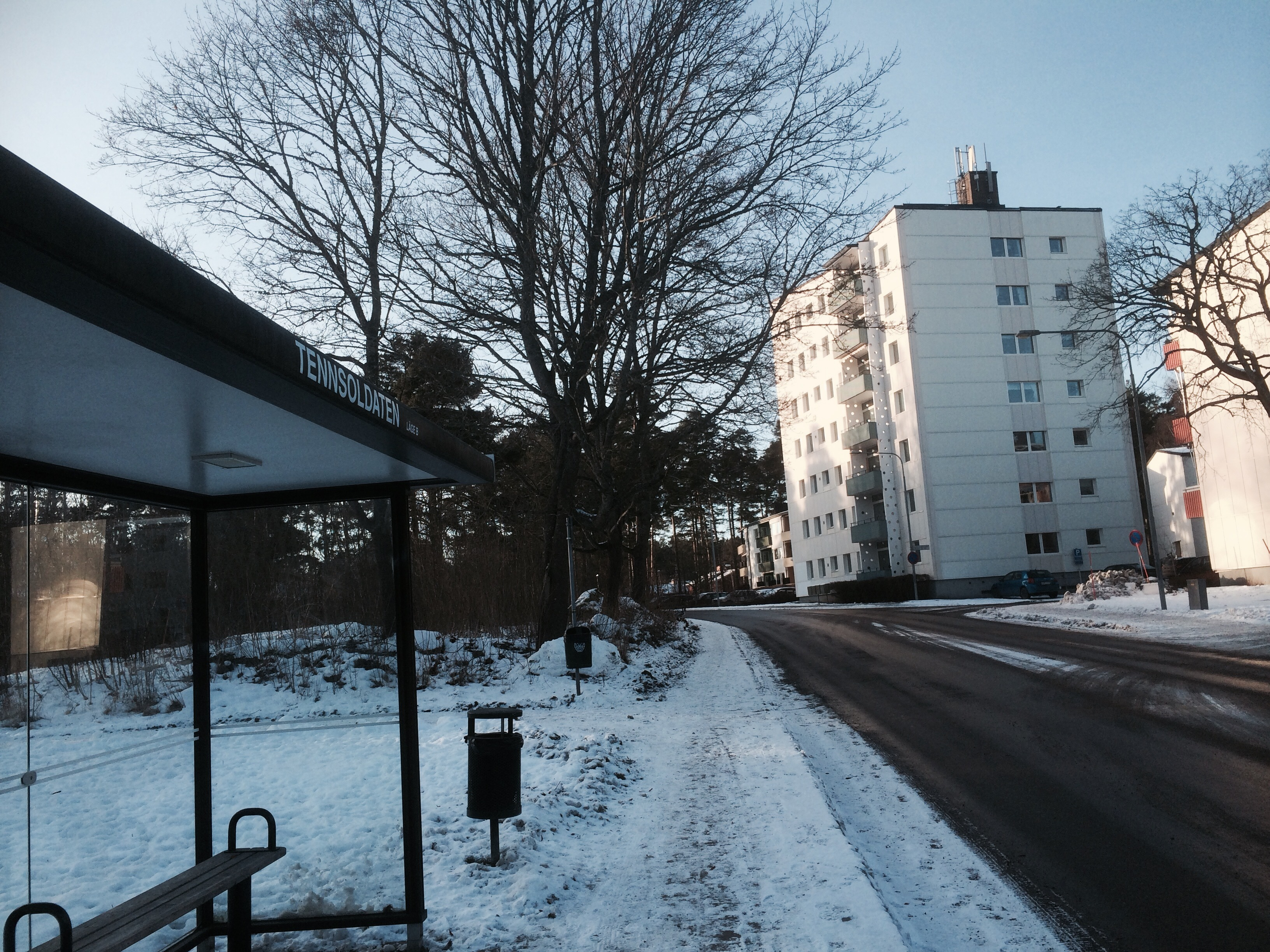
Tennsoldaten.
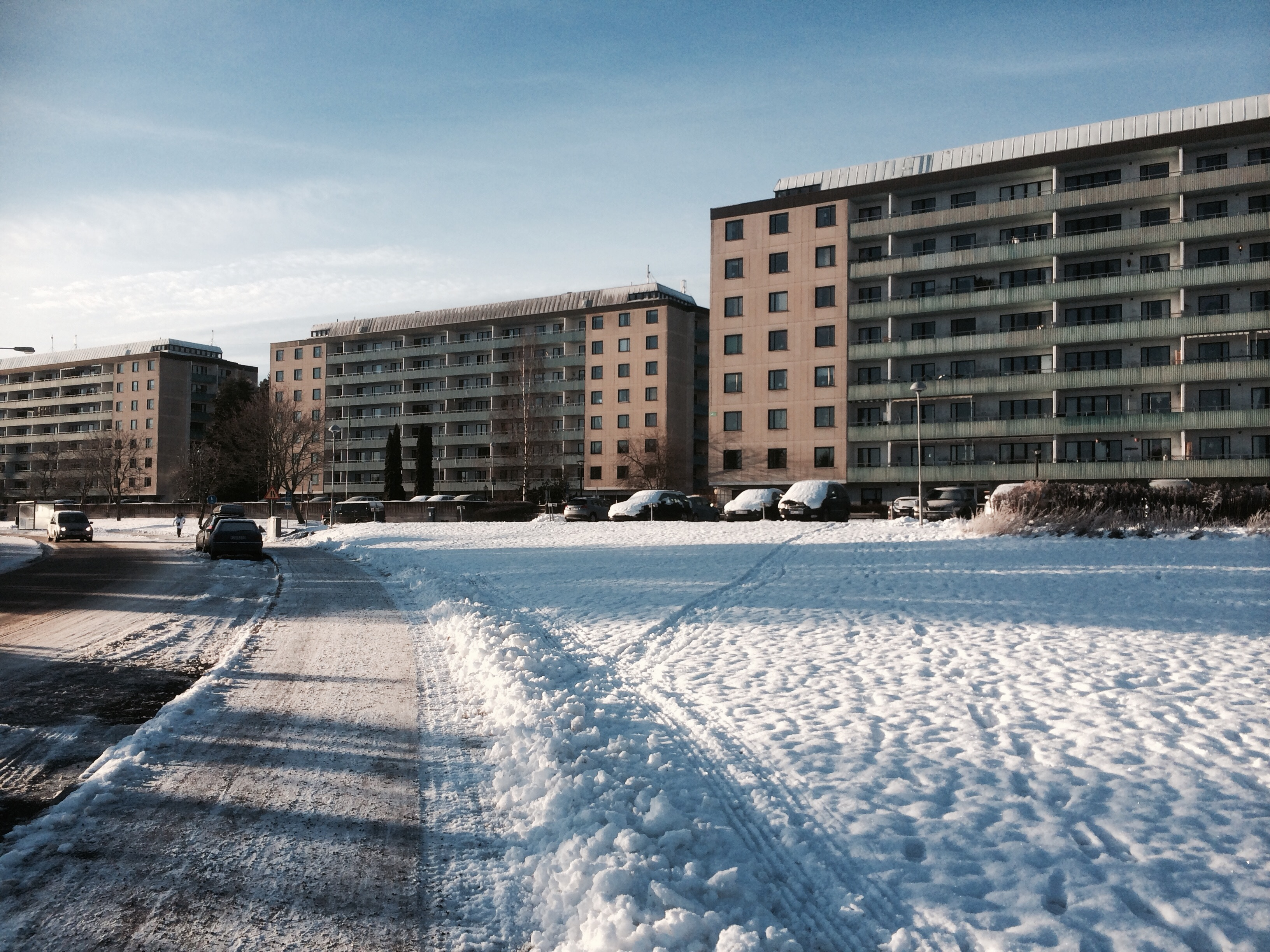
Duvkullen.
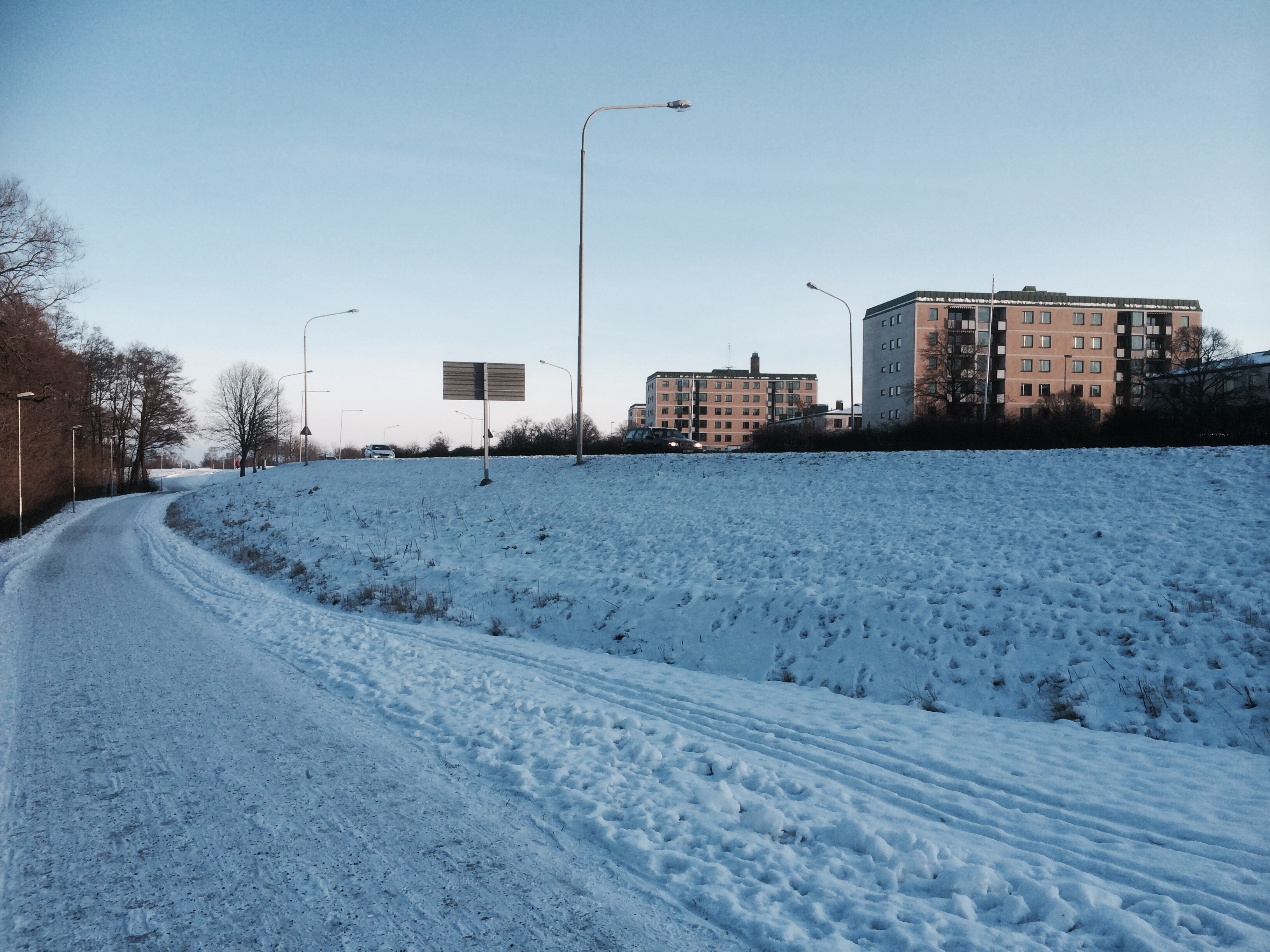
Nedre Johannelund.
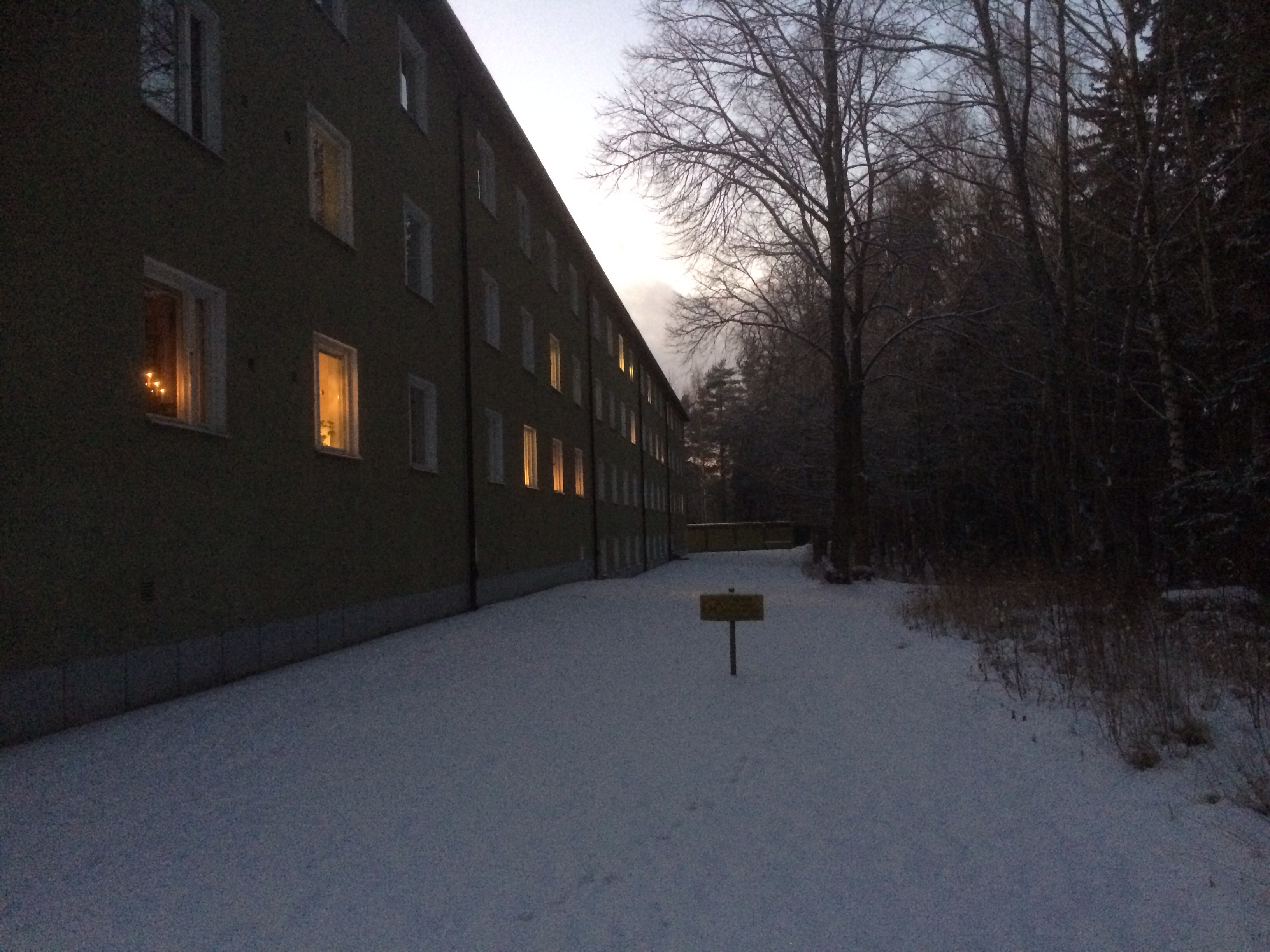
Övre Johannelund.
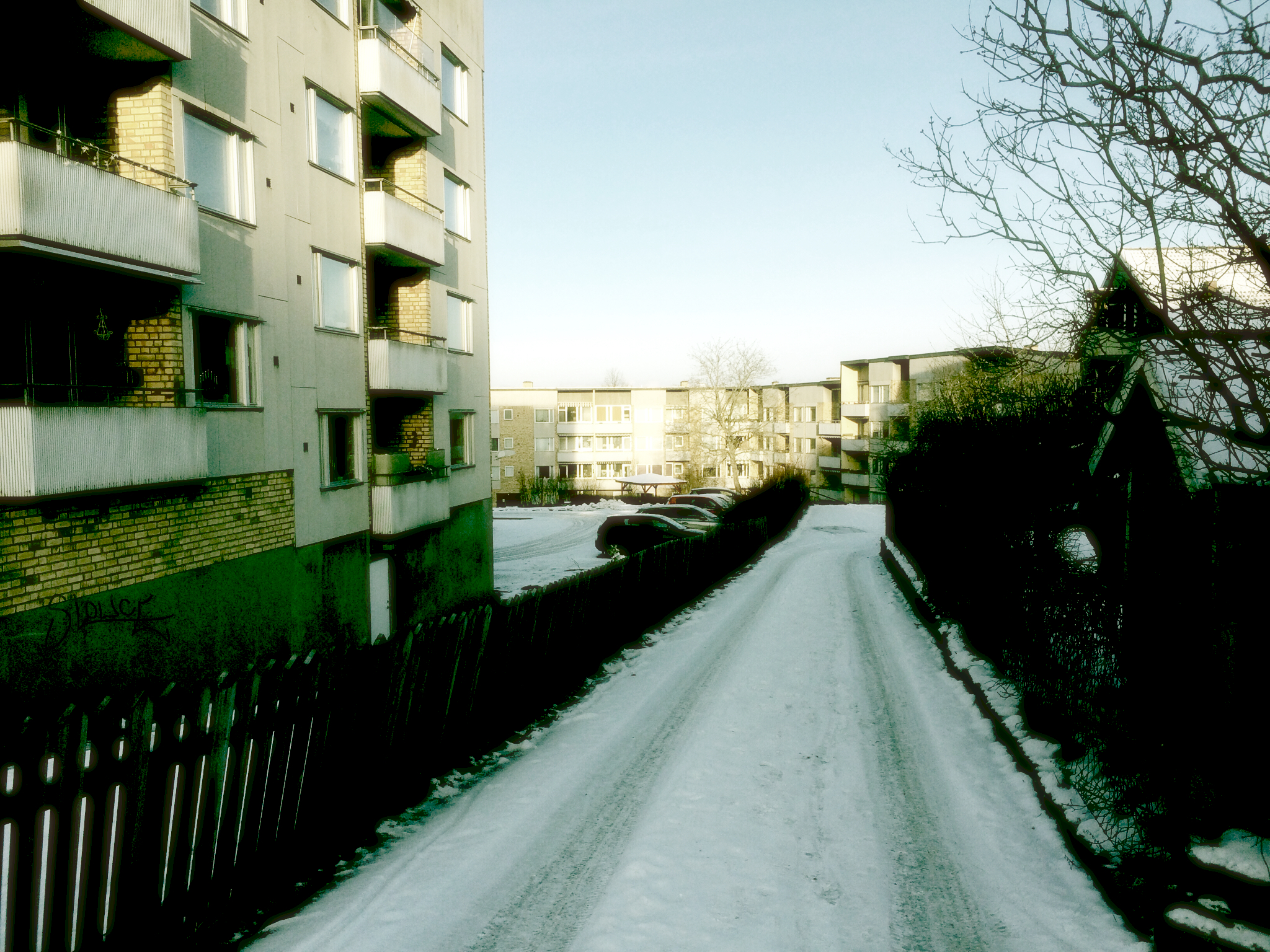
Ödegården.
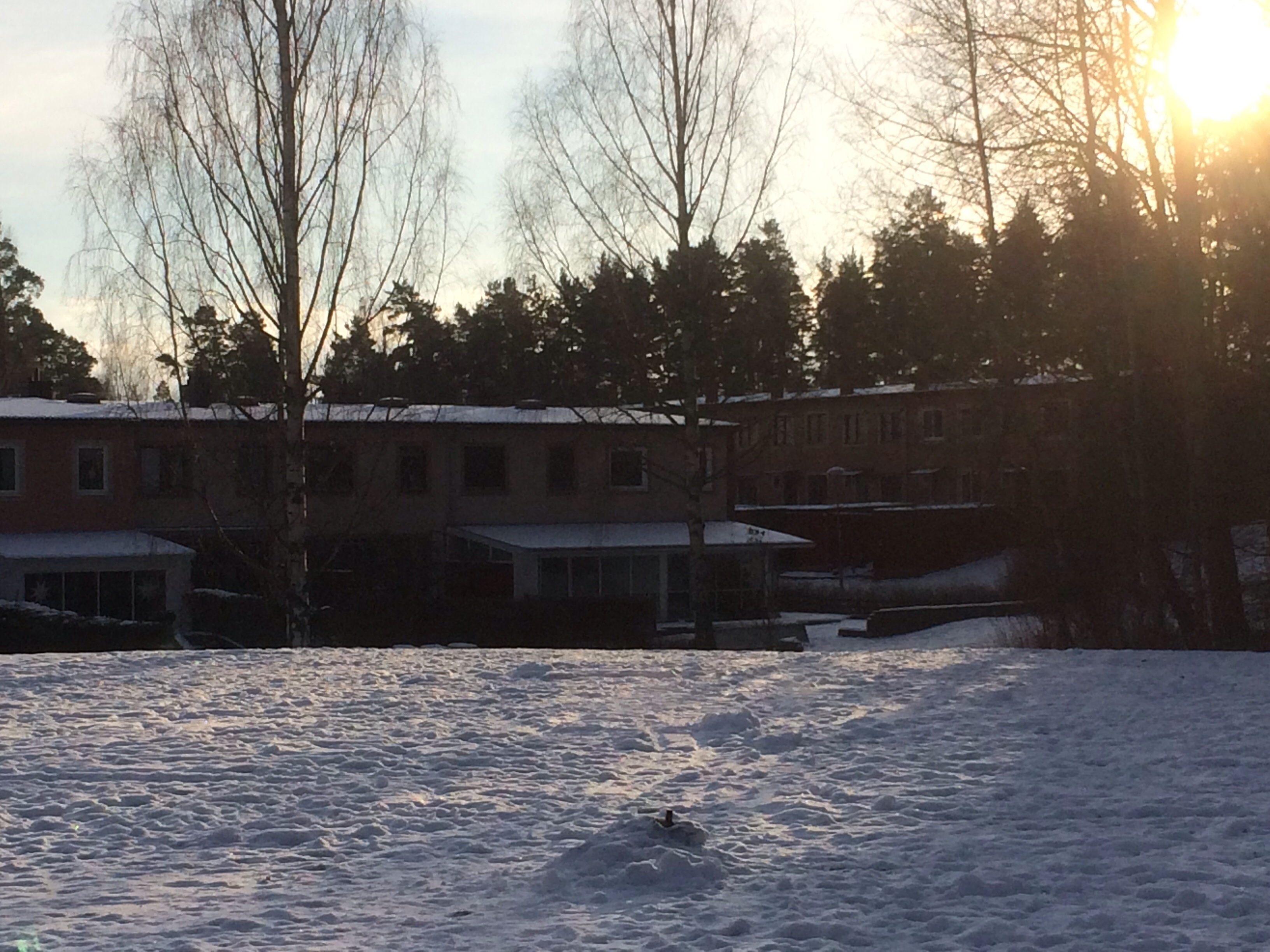
Skogslyckan.
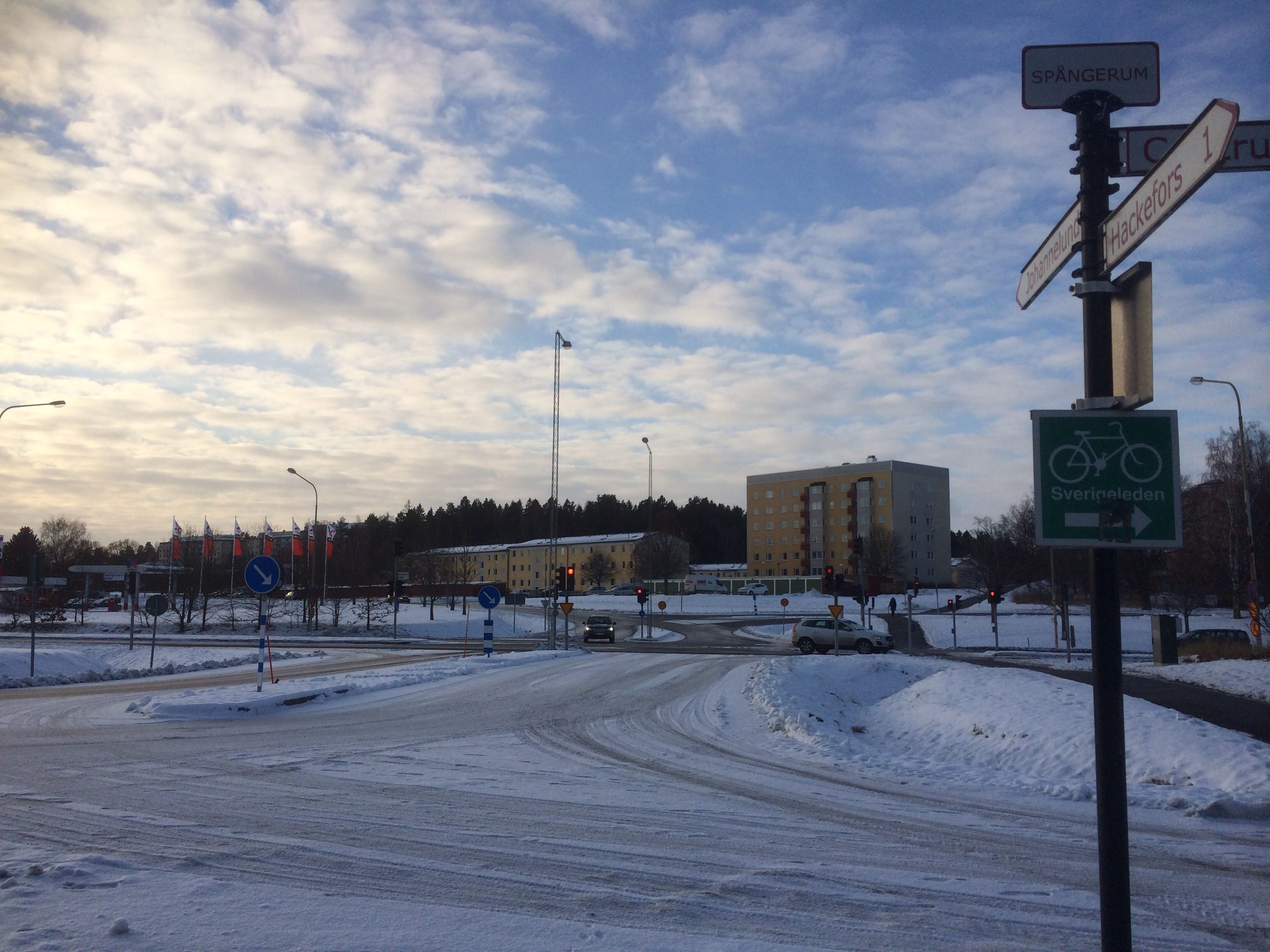
Spångerum.
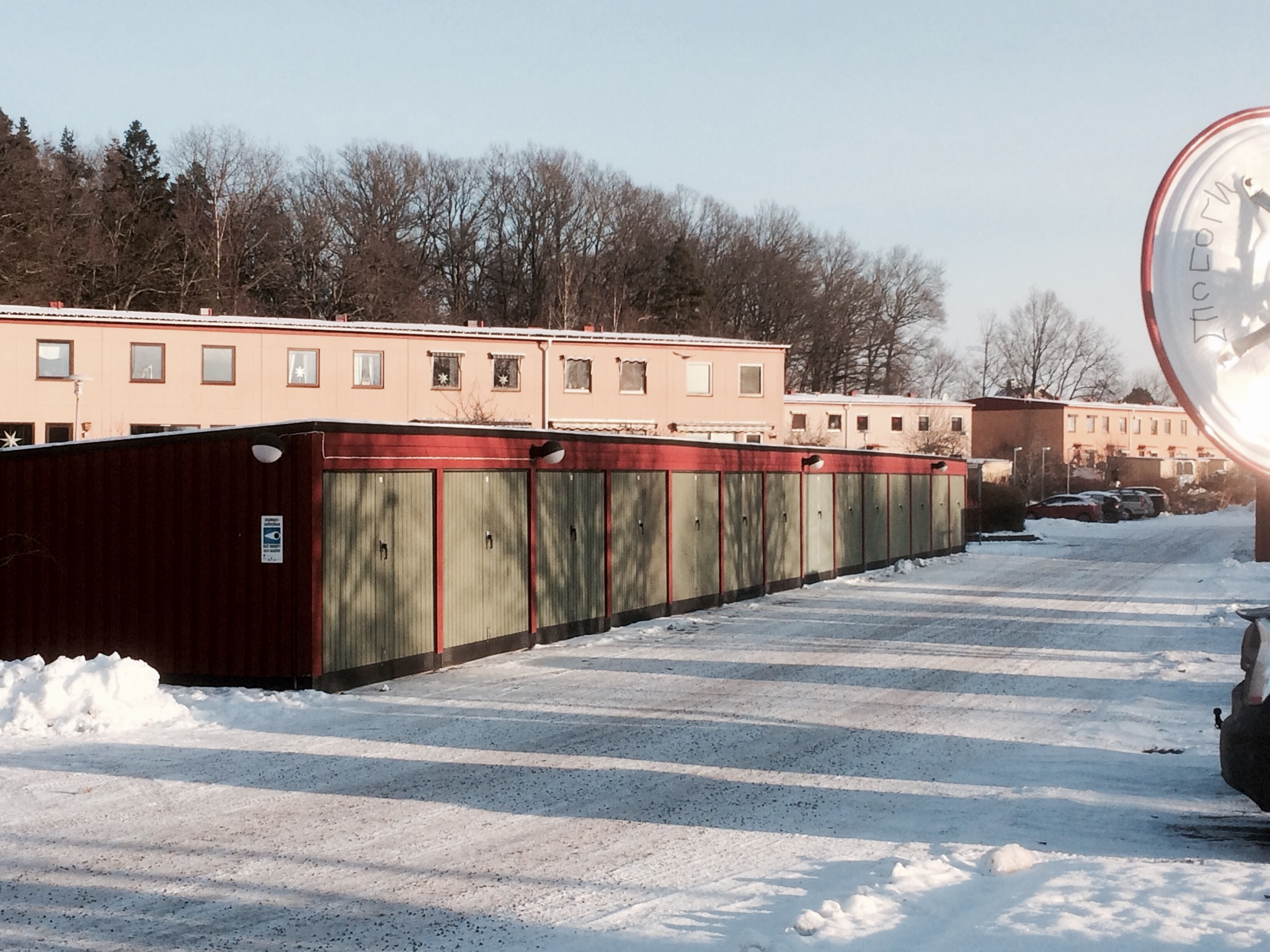
Hagby.
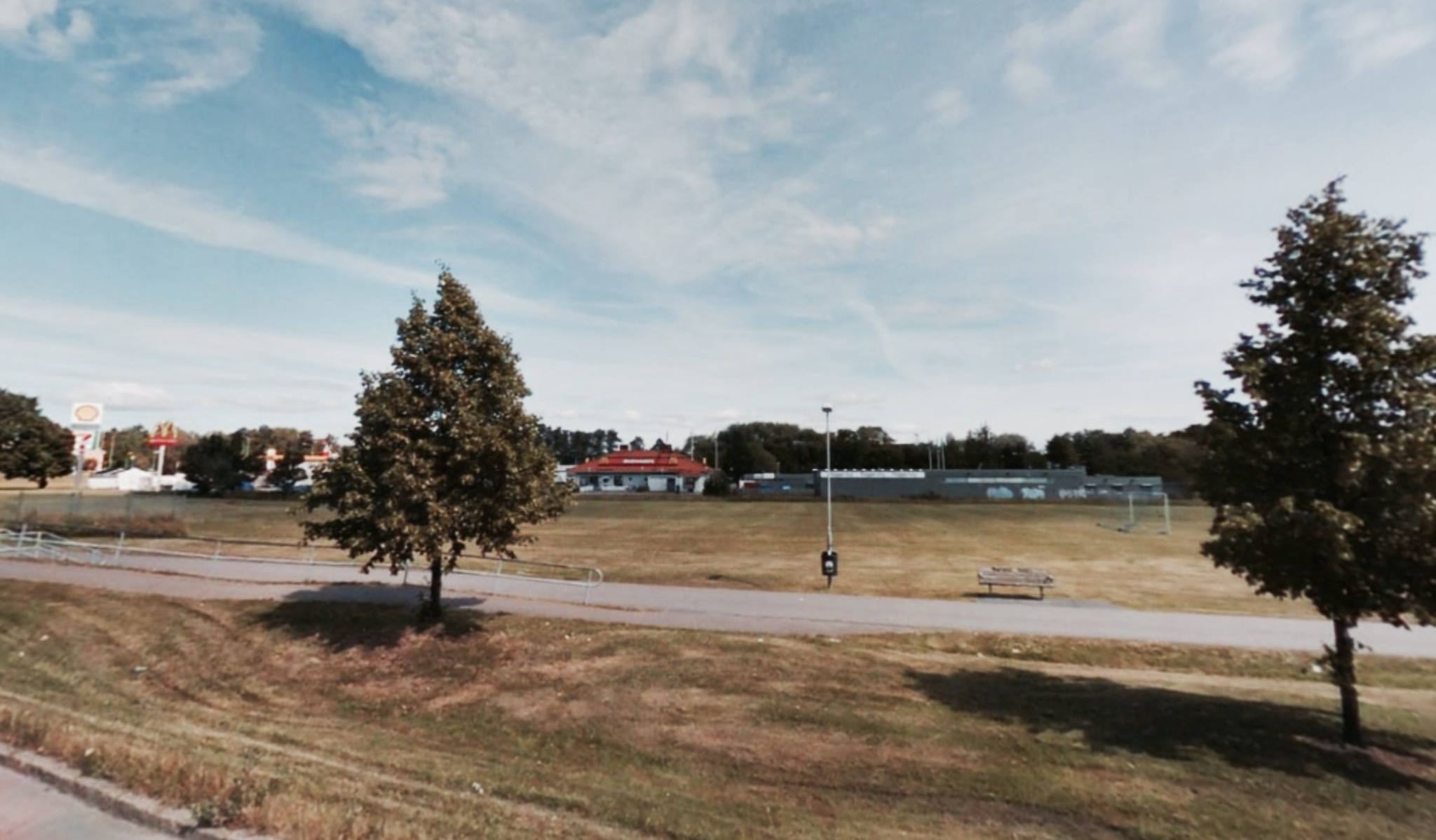
Braskens bro.
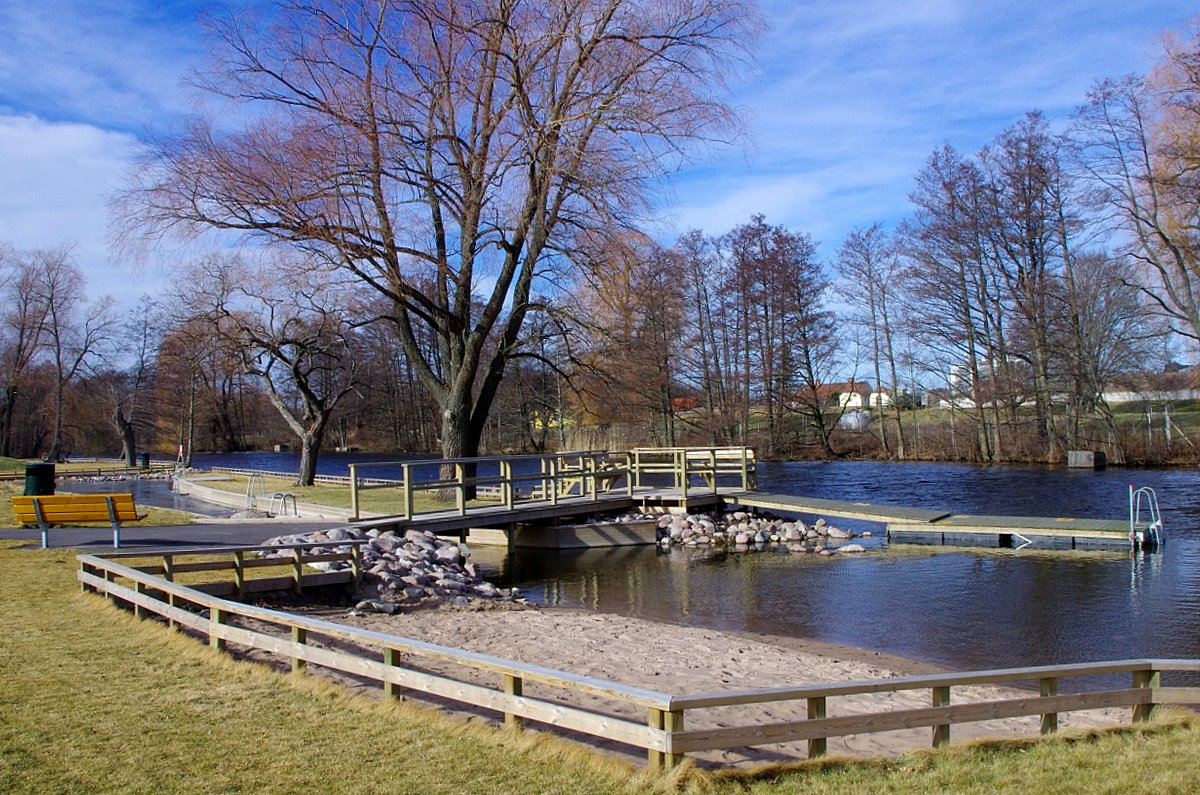
Johannelundsbadet.